# 宇都宮都市圏
宇都宮都市圏（うつのみやとしけん）とは、栃木県宇都宮市を中心とする都市圏である。

## 概要
総務省統計局が定義する国勢調査の都市圏の基準を2010年から満たした。北関東では群馬県前橋市・高崎市を中心とする前橋都市圏に次ぐ規模を有する。
南北軸として東北新幹線・JR宇都宮線（東北本線）・東北自動車道・国道4号・新4号国道などが貫く。また、国際観光都市の日光に向かうJR日光線・日光宇都宮道路・国道119号が宇都宮市から分岐する。これらは、江戸時代の日光街道・奥州街道の経路と並走する形となっており、古代からの東山道や中道（奥州大路）との並走部分も多い。
北関東の東西軸・国道50号ベルト地帯が当地域の南に隣接して存在し、北関東を横断する北関東自動車道が群馬県前橋市からこの地域を経て茨城県水戸市まで横断する。
当地域は、重要幹線や高速交通インフラが集中する交通の要衝の都市圏であり、北関東工業地域の中心的な都市圏の1つである。

## 定義

### 1.5% 都市圏（通勤通学圏）
総務省統計局が国勢調査において定義している都市圏（→都市圏 (総務省)）。中心市は宇都宮市。周辺市町村は、栃木市、鹿沼市、日光市、小山市、真岡市、大田原市、矢板市、那須塩原市、さくら市、那須烏山市、下野市、上三川町、益子町、茂木町、市貝町、芳賀町、壬生町、塩谷町、高根沢町、那珂川町の計12市9町で構成されている。
| 年     | 人口 （人） | 面積 (km2) | 人口密度 (人/km2) |
| ------ | ----------- | ---------- | ----------------- |
| 2010年 | 1,686,898   | 5,455      | 309               |
| 2015年 | 1,655,673   | 5,455      | 304               |
| 2020年 | 1,648,216   | 5,501      | 299               |

### 相対都市圏
- 人口　110万3745人（2015年）

宇都宮都市圏（都市雇用圏）の範囲

関東では東京都市圏、前橋都市圏に次いで3番目。また、一つの中核市を中心とする都市圏としては日本最大の人口を擁する。
2015年国勢調査に基づく宇都宮市の10%通勤圏（都市雇用圏－相対都市圏）を構成している市町は以下の通り（市町名は2015年時点のもの）。
- 河内郡地域の全域（宇都宮市、下野市（旧 南河内町）、上三川町）
- 上都賀郡地域のほぼ全域（鹿沼市、日光市）
- 芳賀郡地域の半分（真岡市、芳賀町、市貝町、益子町）
- 塩谷郡地域の一部（さくら市、日光市（旧 藤原町）、高根沢町、塩谷町）
- 那須郡地域の一部（那須烏山市、那珂川町）
- 下都賀郡地域の一部（下野市、壬生町）

通勤率が最も高い自治体は高根沢町の26.9%であり、以下は通勤率上位5つの自治体である。
| 順位 | 自治体   | 通勤率 |
| ---- | -------- | ------ |
| 1    | 高根沢町 | 26.9%  |
| 2    | 芳賀町   | 26.3%  |
| 3    | 上三川町 | 23.3%  |
| 4    | 市貝町   | 20.8%  |
| 5    | さくら市 | 19.9%  |

#### 都市雇用圏の変遷
- 10 % 通勤圏に入っていない町村は、各統計年の欄で灰色かつ「-」で示す。

| 自治体 ('80)  | 1980年                   | 1990年                   | 1995年                   | 2000年                   | 2005年                    | 2010年                    | 2015年                    | 自治体 （現在） |
| ------------- | ------------------------ | ------------------------ | ------------------------ | ------------------------ | ------------------------- | ------------------------- | ------------------------- | --------------- |
| 小川町        | -                        | -                        | -                        | -                        | 宇都宮 都市圏             | 宇都宮 都市圏 112万0057人 | 宇都宮 都市圏 110万3745人 | 那珂川町        |
| 馬頭町        | -                        | -                        | -                        | -                        | 宇都宮 都市圏             | 宇都宮 都市圏 112万0057人 | 宇都宮 都市圏 110万3745人 | 那珂川町        |
| 真岡市        | 真岡 都市圏 9万2065人    | 真岡 都市圏 10万3541人   | 真岡 都市圏 10万5897人   | 真岡 都市圏 10万7175人   | 宇都宮 都市圏             | 宇都宮 都市圏 112万0057人 | 宇都宮 都市圏 110万3745人 | 真岡市          |
| 二宮町        | 真岡 都市圏 9万2065人    | 真岡 都市圏 10万3541人   | 真岡 都市圏 10万5897人   | 真岡 都市圏 10万7175人   | 宇都宮 都市圏             | 宇都宮 都市圏 112万0057人 | 宇都宮 都市圏 110万3745人 | 真岡市          |
| 益子町        | 真岡 都市圏 9万2065人    | 真岡 都市圏 10万3541人   | 真岡 都市圏 10万5897人   | 真岡 都市圏 10万7175人   | 宇都宮 都市圏             | 宇都宮 都市圏 112万0057人 | 宇都宮 都市圏 110万3745人 | 益子町          |
| 烏山町        | -                        | -                        | -                        | -                        | 宇都宮 都市圏             | 宇都宮 都市圏 112万0057人 | 宇都宮 都市圏 110万3745人 | 那須烏山市      |
| 喜連川町      | -                        | -                        | -                        | -                        | 宇都宮 都市圏             | 宇都宮 都市圏 112万0057人 | 宇都宮 都市圏 110万3745人 | さくら市        |
| 栗山村        | -                        | -                        | -                        | -                        | -                         | 宇都宮 都市圏 112万0057人 | 宇都宮 都市圏 110万3745人 | 日光市          |
| 足尾町        | -                        | -                        | -                        | -                        | -                         | 宇都宮 都市圏 112万0057人 | 宇都宮 都市圏 110万3745人 | 日光市          |
| 藤原町        | -                        | -                        | -                        | 宇都宮 都市圏 88万8005人 | 宇都宮 都市圏 108万2347人 | 宇都宮 都市圏 112万0057人 | 宇都宮 都市圏 110万3745人 | 日光市          |
| 日光市        | 日光 都市圏 2万3885人    | -                        | 宇都宮 都市圏 85万9178人 | 宇都宮 都市圏 88万8005人 | 宇都宮 都市圏 108万2347人 | 宇都宮 都市圏 112万0057人 | 宇都宮 都市圏 110万3745人 | 日光市          |
| 今市市        | 今市 都市圏 5万0423人    | 宇都宮 都市圏            | 宇都宮 都市圏 85万9178人 | 宇都宮 都市圏 88万8005人 | 宇都宮 都市圏 108万2347人 | 宇都宮 都市圏 112万0057人 | 宇都宮 都市圏 110万3745人 | 日光市          |
| 塩谷町        | -                        | -                        | 宇都宮 都市圏 85万9178人 | 宇都宮 都市圏 88万8005人 | 宇都宮 都市圏 108万2347人 | 宇都宮 都市圏 112万0057人 | 宇都宮 都市圏 110万3745人 | 塩谷町          |
| 鹿沼市        | 鹿沼 都市圏 9万5999人    | 宇都宮 都市圏 80万0459人 | 宇都宮 都市圏 85万9178人 | 宇都宮 都市圏 88万8005人 | 宇都宮 都市圏 108万2347人 | 宇都宮 都市圏 112万0057人 | 宇都宮 都市圏 110万3745人 | 鹿沼市          |
| 粟野町        | 鹿沼 都市圏 9万5999人    | 宇都宮 都市圏 80万0459人 | 宇都宮 都市圏 85万9178人 | 宇都宮 都市圏 88万8005人 | 宇都宮 都市圏 108万2347人 | 宇都宮 都市圏 112万0057人 | 宇都宮 都市圏 110万3745人 | 鹿沼市          |
| 氏家町        | 宇都宮 都市圏 54万7545人 | 宇都宮 都市圏 80万0459人 | 宇都宮 都市圏 85万9178人 | 宇都宮 都市圏 88万8005人 | 宇都宮 都市圏 108万2347人 | 宇都宮 都市圏 112万0057人 | 宇都宮 都市圏 110万3745人 | さくら市        |
| 南那須町      | 宇都宮 都市圏 54万7545人 | 宇都宮 都市圏 80万0459人 | 宇都宮 都市圏 85万9178人 | 宇都宮 都市圏 88万8005人 | 宇都宮 都市圏 108万2347人 | 宇都宮 都市圏 112万0057人 | 宇都宮 都市圏 110万3745人 | 那須烏山市      |
| 上河内村      | 宇都宮 都市圏 54万7545人 | 宇都宮 都市圏 80万0459人 | 宇都宮 都市圏 85万9178人 | 宇都宮 都市圏 88万8005人 | 宇都宮 都市圏 108万2347人 | 宇都宮 都市圏 112万0057人 | 宇都宮 都市圏 110万3745人 | 宇都宮市        |
| 河内町        | 宇都宮 都市圏 54万7545人 | 宇都宮 都市圏 80万0459人 | 宇都宮 都市圏 85万9178人 | 宇都宮 都市圏 88万8005人 | 宇都宮 都市圏 108万2347人 | 宇都宮 都市圏 112万0057人 | 宇都宮 都市圏 110万3745人 | 宇都宮市        |
| 宇都宮市      | 宇都宮 都市圏 54万7545人 | 宇都宮 都市圏 80万0459人 | 宇都宮 都市圏 85万9178人 | 宇都宮 都市圏 88万8005人 | 宇都宮 都市圏 108万2347人 | 宇都宮 都市圏 112万0057人 | 宇都宮 都市圏 110万3745人 | 宇都宮市        |
| 高根沢町      | 宇都宮 都市圏 54万7545人 | 宇都宮 都市圏 80万0459人 | 宇都宮 都市圏 85万9178人 | 宇都宮 都市圏 88万8005人 | 宇都宮 都市圏 108万2347人 | 宇都宮 都市圏 112万0057人 | 宇都宮 都市圏 110万3745人 | 高根沢町        |
| 芳賀町        | 宇都宮 都市圏 54万7545人 | 宇都宮 都市圏 80万0459人 | 宇都宮 都市圏 85万9178人 | 宇都宮 都市圏 88万8005人 | 宇都宮 都市圏 108万2347人 | 宇都宮 都市圏 112万0057人 | 宇都宮 都市圏 110万3745人 | 芳賀町          |
| 市貝町        | 宇都宮 都市圏 54万7545人 | 宇都宮 都市圏 80万0459人 | 宇都宮 都市圏 85万9178人 | 宇都宮 都市圏 88万8005人 | 宇都宮 都市圏 108万2347人 | 宇都宮 都市圏 112万0057人 | 宇都宮 都市圏 110万3745人 | 市貝町          |
| 壬生町        | 宇都宮 都市圏 54万7545人 | 宇都宮 都市圏 80万0459人 | 宇都宮 都市圏 85万9178人 | 宇都宮 都市圏 88万8005人 | 宇都宮 都市圏 108万2347人 | 宇都宮 都市圏 112万0057人 | 宇都宮 都市圏 110万3745人 | 壬生町          |
| 上三川町      | -                        | 宇都宮 都市圏 80万0459人 | 宇都宮 都市圏 85万9178人 | 宇都宮 都市圏 88万8005人 | 宇都宮 都市圏 108万2347人 | 宇都宮 都市圏 112万0057人 | 宇都宮 都市圏 110万3745人 | 上三川町        |
| 石橋町        | 宇都宮 都市圏            | 宇都宮 都市圏 80万0459人 | 宇都宮 都市圏 85万9178人 | 宇都宮 都市圏 88万8005人 | 宇都宮 都市圏 108万2347人 | 宇都宮 都市圏 112万0057人 | 宇都宮 都市圏 110万3745人 | 下野市          |
| 南河内町      | -                        | -                        | 小山 都市圏 23万9249人   | 小山 都市圏 24万5698人   | 宇都宮 都市圏 108万2347人 | 宇都宮 都市圏 112万0057人 | 宇都宮 都市圏 110万3745人 | 下野市          |
| 国分寺町      | 小山 都市圏 19万0194人   | 小山 都市圏 20万9818人   | 小山 都市圏 23万9249人   | 小山 都市圏 24万5698人   | 小山 都市圏 23万0375人    | 宇都宮 都市圏 112万0057人 | 宇都宮 都市圏 110万3745人 | 下野市          |
| 小山市        | 小山 都市圏 19万0194人   | 小山 都市圏 20万9818人   | 小山 都市圏 23万9249人   | 小山 都市圏 24万5698人   | 小山 都市圏 23万0375人    | 小山 都市圏 21万6948人    | 小山 都市圏 21万8354人    | 小山市          |
| 茨城県 結城市 | 小山 都市圏 19万0194人   | 小山 都市圏 20万9818人   | 小山 都市圏 23万9249人   | 小山 都市圏 24万5698人   | 小山 都市圏 23万0375人    | 小山 都市圏 21万6948人    | 小山 都市圏 21万8354人    | 茨城県 結城市   |

- 1994年7月1日、河内郡上河内村が町制施行して上河内町となった。
- 2005年3月28日、塩谷郡氏家町と喜連川町とで新設合併してさくら市となった。
- 2005年10月1日、那須郡南那須町と烏山町とで新設合併して那須烏山市となった。
- 2006年1月1日、鹿沼市が粟野町を編入合併した。
- 2006年1月10日、下都賀郡石橋町、国分寺町、河内郡南河内町が新設合併して下野市となった。
- 2006年3月20日、今市市、（旧）日光市、塩谷郡藤原町、栗山村、上都賀郡足尾町が新設合併して（新）日光市となった。
- 2007年3月31日、宇都宮市が河内郡河内町と上河内町を編入合併した。
- 2009年3月23日 二宮町が真岡市に編入。

### 絶対都市圏
- 人口　100万7415人（2000年）

2000年国勢調査に基づく 10%通勤・通学圏（絶対都市圏）の人口は約100万人。相対都市圏における小山市を中心市とした小山都市圏を包括する。
2005年国勢調査以降、那須塩原市を中心都市とした那須塩原都市圏（うち、那須町を除く）も包括する。

## 地勢
- 宇都宮は鬼怒川沿いに発展した古代・毛野国の歴史を受け継いでおり、当時の毛野川とともに発展してきた地域である。従って、宇都宮都市圏は主に鬼怒川流域地域を中心とする都市域である。
- 大部分が関東平野に属し、都市圏の東側をほぼ貫く形で鬼怒川が流れる。都市圏の北西部の縁は日光連山・足尾山地などの山々が広がる。このため中心都市・宇都宮は西を山・東を川に囲まれた天然の要害として発展してきた。
- 夏暑く、冬寒い内陸性気候である。真冬の最低気温はほぼ毎日氷点下になる。また夏には雷の通り道となる。

## 交通

### 交通機関別

#### 鉄道
JR宇都宮駅と東武宇都宮駅を中心として、日光や鹿沼・氏家・壬生など都市圏内の主要衛星都市へ広がり、さらには栃木市・小山・矢板などの県内主要都市へと伸びる路線を形成している。南北方向は、中央部に東北新幹線・JR宇都宮線が通り、宇都宮市から南西方向に東武宇都宮線がある。東西方向の路線は、宇都宮市から鹿沼・日光両市へJR日光線、宇都宮市と那須南地域との連絡路線としてJR烏山線があるが、両線とも運行本数は少ない。
なお、宇都宮市から東部方向へ連絡し芳賀・清原工業団地とを結ぶライトレールの計画が持ち上がり、地元団体により「LRT延伸バスツアー」が実施されるなど、関心が寄せられていた。これに対し、宇都宮市内のバスを運行する関東バスは当計画に対して消極的な姿勢を見せていたが、経営母体がみちのりホールディングスとなってからは事業基盤喪失に対する補償等の条件付きながら賛成へ転じ、経営参入に肯定的な姿勢を示している。なお、LRTの運営主体となる第3セクター「宇都宮ライトレール株式会社」には、10%の出資と非常勤取締役が派遣されている。
- 東北新幹線
- JR宇都宮線
  - JR湘南新宿ライン
  - JR上野東京ライン
- JR日光線
- JR烏山線
- 東武日光線
- 東武鬼怒川線
- 野岩鉄道会津鬼怒川線
- 東武宇都宮線
- 真岡鐵道真岡線
- 宇都宮ライトレール宇都宮芳賀ライトレール線 - 先述のライトレール路線。2023年8月26日開業

#### 道路
宇都宮の市街地外郭に沿うように、西側に東北自動車道、南側に北関東自動車道、東側に新4号国道が通っている。北関東自動車道は茨城県の常陸那珂港まで繋がっており、物流効率の改善が期待されている。
市郊外には50万人都市の環状道路としては比較的高規格の宇都宮環状道路があり、市街地域内を通過するだけの車両の進入を減らしている。東側区間は新4号国道、南側は国道121号、北側は国道119号であり、拡幅・立体工事によって所要時間短縮が実現している。
- 東北自動車道
- 北関東自動車道
- 国道4号
  - 新4号国道
- 国道119号
  - 日光宇都宮道路
- 国道121号
- 国道123号
- 国道293号
- 国道294号
- 国道352号
- 国道408号

#### 空港
当都市圏居住者は、最寄とは言ってもアクセスに猶に2～3時間はかかる羽田空港と、成田空港を利用せざるを得ない状況にある。この状況は関東地方の東京圏外郭に共通している。北隣の福島県に福島空港があるが、当該都市圏に関して言えば、アクセス時間は羽田や成田とほぼ同じであり、路線数・便数ともに少ない福島空港の利用者数は少ない。また、2010年には茨城空港が開業したために当空港も最寄りとなったものの、福島空港と同様に路線数・便数ともに少ないため、利用者数は少ない。

#### バス
宇都宮駅のバス乗り場 - 東武宇都宮駅 - 作新学院前の宇都宮市都心区間を中心に郊外へ放射状に伸びる路線網を形成しており、日光東照宮や真岡・益子・芳賀などを結ぶ路線も設定されている。多くの路線が郊外から中心部に向かい、前述の区間を経路に含む。また、郊外から前述の区間を経由し別方向の郊外に抜ける路線も設定されている。宇都宮駅西口 - 東武宇都宮駅の大通りは様々な方面からの路線が集中するため、バスレーンも設けられているが、バス同士が渋滞を起こすこともある。
バス事業者は2社存在するが、関東バスが群を抜いている。近年では主要停留所に駐輪場を設置し自転車とバスとの乗換え利便性を向上させる「サイクル・アンド・バスライド」の取り組みがなされているほか、シャトルバスと自家用車の組み合わせによる「パークアンドライド」の整備や市内バス事業者3社のバス停を統合化することによって利用しやすい状況をつくり、自家用車利用者のバス利用転換を進める動きもある。
- 関東バス
- JRバス関東

#### 高速バス
- マロニエ号（羽田線・成田線）
- とちの木号

## 産業
域内総生産は2010年時点で約4兆4535億円とされる。

### 農業
- 平野が広がり、首都圏との距離の近さを生かした近郊型農業が盛んである。中でも壬生町のかんぴょう、宇都宮の名物餃子の材料となるニラの生産が盛んである。宇都宮市は県内市町村中第3位の農業生産高を有する。しかし近年では、全国で叫ばれる農業問題に加え、かんぴょうの需要低迷などが原因で衰退の一途を辿っている。こうした問題に対して地域は地産地消や農産物のブランド化などの対策をとっている。

### 工業
- 都市圏の東部には、宇都宮（平出）・清原・芳賀・真岡など大規模工業団地があり、大手企業の進出も数多い。中でも芳賀町のホンダ、上三川町の日産自動車の両工場は地域経済を支える存在となっている。
- 西部地域には鹿沼市の「木工団地」、壬生町の「おもちゃのまち」など、特徴を持った中小企業中心の工業団地がある。

### 商業
- 宇都宮市には、宇都宮二荒山神社周辺に商業地区が形成されている。宇都宮二荒山神社前のバンバと東武宇都宮駅を結ぶ「オリオン通り」はアーケード街となっており、多くの飲食店・服飾雑貨店等の小売店舗が立地している。
- オリオン通りを西に進み、東武宇都宮駅を超えると「ユニオン通り商店街」がある。この商店街は「地方商店街の勝ち組」とも呼ばれ、休日ともなれば多くの若者で賑わう。[要出典]また、がんばる商店街77選にも選ばれている。
- また宇都宮二荒山神社周辺部には東武宇都宮百貨店、MEGAドン・キホーテ ラパーク宇都宮店、トナリエ宇都宮などの大型商業施設が集積している。また2007年には再開発商業施設のうつのみや表参道スクエアが登場した。しかし、これらの大型商業施設内への店舗（特に大型チェーン店）の集積が商店街の購買客流出の原因ともなっている。[要出典]
- 宇都宮市の市街地域には福田屋百貨店 (FKD) ショッピングプラザ宇都宮店、ベルモール、アピタ宇都宮店などのショッピングセンターをはじめ、環状線西側を中心に郊外型商業施設が出店している。また、宇都宮上三川IC入口周辺には、FKD宇都宮インターパーク店、ジョイフル本田が出店している。この出店地域は「インターパーク宇都宮南」と呼ばれる産業団地であり、これらの店舗は流通倉庫を兼ねた店舗に大型駐車場を配した郊外型商業施設である。「インターパーク」へは無料バスが宇都宮駅西口から発着する。雀宮駅が最寄りだがアクセスはない。
- 宇都宮市内以外では、鹿沼市中心部、真岡市中心部、高根沢町県道10号沿い、壬生町おもちゃのまち駅周辺、日光市国道461号沿いなどに小規模な商業集積が見られる。

### 域内に本社を構える主な企業
- コジマ（家電量販大手）
- 元気寿司（回転寿司大手）
- フタバ食品
- フジスタッフ
- アイライン（人材派遣大手）

### 域内に工場・研究施設を構える主な企業
- キヤノン
- アイワ
- ソニーエナジーデバイス
- 三菱電線工業
- 本田技研工業
- 日産自動車
- SUBARU航空宇宙カンパニー(富士重工業)
- メルシャン
- JT
- カルビー
- 第一屋製パン
- 中外製薬
- 久光製薬
- 花王
- グラクソスミスクライン
- 日本ペイント・オートモーティブコーティングス/日本ペイント・サーフケミカルズ
- 東京応化工業
- クボタ
- 住友ベークライト
- デュポン
- 帝人
- ミツトヨ
- 神戸製鋼所（真岡工業団地）

## 他の地域・都市圏との関係
- 近接する栃木都市圏（栃木市など）、小山都市圏（小山市・茨城県結城市・筑西市など）、那須塩原都市圏（那須塩原市、大田原市、矢板市など）との交流は日常的に盛んである。
- 県内以外で最も人的交流が盛んなのは東京である。主にビジネスニーズの交流のほか、日光・鬼怒川を中心にレジャーでの交流も盛んであるほか、当都市圏内在住の東京通勤者も多い。